# Agrostis
Agrostis és un gènere de plantes de la família de les poàcies.Comprèn espècies de les regions de clima temperat i fred del món consta de más de 100 espècies herbàcies, la majoria són plantes perennes. Moltes espècies es fan servir per a fer gespa. Les flors apareixen en panícules que no són denses, cadascuna de les espiguetes té una sola flor. Són també plantes farratgeres. Són plantes amb gran resistència a l'arsènic i per això es poden utilitzar per descontaminar els sòls en el procés de la fitoremediació.

## Taxonomia
- Agrostis aberrans Steud.
- Agrostis abietorum Swallen
- Agrostis abyssinica Ehrenb. i Hempr. ex Trin.
- Agrostis actinoclada F. Muell.
- Agrostis aculeata (L.) Scop.
- Agrostis acutiflora P. Beauv.
- Agrostis acutiglumis Tutin i E.F. Warb.
- Agrostis adamsonii Vickery
- Agrostis adscendens Lange
- Agrostis aemula R. Br.
  - Agrostis aemula var. aemula
  - Agrostis aemula var. setifolia (Hook. f.) Vickery
    - Agrostis aemula subsp. spathacea Berggr.
- Agrostis aenea Trin.
- Agrostis aequata Nees
- Agrostis aequivalvis (Trin.) Trin.
  - Agrostis aequivalvis var. aequivalvis
  - Agrostis aequivalvis var. obliqua Griseb.
- Agrostis affinis Schult.
- Agrostis africana Poir.
- Agrostis agrostidiformis (Roshev.) Bor
- Agrostis agrostiflora (Beck) Rauschert
- Agrostis airiformis Steud.
- Agrostis airoides Torr.
  - Agrostis airoides var. airoides
  - Agrostis airoides var. flaccidifolia Speg.
- Agrostis alaskana Hultén
  - Agrostis alaskana var. breviflora Hultén
- Agrostis alba L.
  - Agrostis alba var. alba
  - Agrostis alba var. albida (Trin.) Griseb.
  - Agrostis alba var. alpina Asch. i Graebn.
  - Agrostis alba var. ampliata Pérez Lara
  - Agrostis alba var. angustata Hack.
  - Agrostis alba var. aristata Spenn.
  - Agrostis alba var. armata
  - Agrostis alba var. aurea Domin
  - Agrostis alba var. brachyantha Batt. i Trab.
  - Agrostis alba var. brevipalea Litv.
  - Agrostis alba var. cedretorum Maire i Trab.
  - Agrostis alba var. clementei Pérez Lara
    - Agrostis alba subvar. coarctata (Ehrh. ex Hoffm.) Blytt

  - Agrostis alba var. coarctata Cosson i Durand
  - Agrostis alba var. compacta Breb.
  - Agrostis alba var. compressa (Willd.) Breb.
  - Agrostis alba var. condensata Hack. ex Druce
  - Agrostis alba var. conferta Pauquy
  - Agrostis alba var. convoluta Freyn
    - Agrostis alba subsp. decumbens (Gaudin) Arcang.

  - Agrostis alba var. decumbens Gaudin
  - Agrostis alba var. densiflora Guss.
  - Agrostis alba var. diffusa (Host) Asch. i Graebn.
  - Agrostis alba var. dilatata Meyer
  - Agrostis alba var. dispar (Michx.) Alph. Wood
  - Agrostis alba var. dorsimucronata Maire i Trab.
  - Agrostis alba var. dubia (Leers) Richter
  - Agrostis alba var. dzharylgaczensis Lavrenko
    - Agrostis alba subsp. eu-alba Litard.

  - Agrostis alba var. fasciculata Zobel
    - Agrostis alba subsp. filifolia (Link) Henriq.

  - Agrostis alba var. flagellaris Neibr. ex Schrot.
  - Agrostis alba var. flavida (Schur) Degen
  - Agrostis alba var. fontanesii Cosson i Durand
  - Agrostis alba var. foucaudi Husn.
  - Agrostis alba var. frondosa Woods
  - Agrostis alba var. gaditana (Boiss. i Reut.) Henriq.
    - Agrostis alba subsp. gigantea (Roth) Jirasek

  - Agrostis alba var. gigantea Spenn.
  - Agrostis alba var. glaucescens Woods
  - Agrostis alba var. hirtella Roshevitz ex Fedtsch.
  - Agrostis alba var. jahandieziana Litard. i Maire
  - Agrostis alba var. karsensis Schischkin
  - Agrostis alba var. koreensis Nakai
  - Agrostis alba var. langei Hack. ex Henriq.
  - Agrostis alba var. limosa Asch. i Graebn.
  - Agrostis alba var. littoralis Grossh.
  - Agrostis alba var. longipaleata Maire i Trab.
  - Agrostis alba var. maior Gaudin
    -       - Agrostis alba subvar. malcuitiana Litard.

    - Agrostis alba subsp. maritima(Lam.) Arcang.

  - Agrostis alba var. minor Vasey
  - Agrostis alba var. mixta Batt. i Trab.
  - Agrostis alba var. murensis Terracc.
  - Agrostis alba var. mutica Hackel ex Douin
  - Agrostis alba var. narbonensis Malinv.
  - Agrostis alba var. olivetorum (Gren. i Godr.) Fiori
  - Agrostis alba var. pallida Spenn.
  - Agrostis alba var. palustris (Huds.) Pers.
  - Agrostis alba var. parvula (Schult.) Richter
    - Agrostis alba subsp. patula (Gaudin) Arcang.

  - Agrostis alba var. patula (Gaudin) Gaudin
  - Agrostis alba var. pauciflora (Schrad.) Richter
  - Agrostis alba var. podperae Rohlena
  - Agrostis alba var. pontica Grecescu
    - Agrostis alba subsp. procumbens Brand

  - Agrostis alba var. prorepens G. Meyer ex Asch.
  - Agrostis alba var. pseudopungens (Lange) Asch. i Graebn.
    - Agrostis alba subvar. pumila (L.) Cosson i Germ.

  - Agrostis alba var. pumila Spenn.
  - Agrostis alba var. purpurascens Spenn.
  - Agrostis alba var. rivularis (Brot.) Mutel
  - Agrostis alba var. sabulosa Grossh.
  - Agrostis alba var. salina (Dumort.) Richter
    - Agrostis alba subsp. scabrida (Maire i Trab.) Maire ex Jah. i Maire
    - Agrostis alba subsp. scabriglumis (Boiss. i Reut.) Asch. i Graebn. ex Maire

  - Agrostis alba var. scabriglumis (Boiss. i Reut.) Boiss.
  - Agrostis alba var. schimperiana (Hochst. ex A. Rich.) Engl.
  - Agrostis alba var. silvatica (Huds.) K. Richt.
  - Agrostis alba var. simensis (Hochst. ex A. Rich.) Engl.
  - Agrostis alba var. stenantha Maire i Trab.
  - Agrostis alba var. stolonifera (L.) Sm.
  - Agrostis alba var. straminea Woods
  - Agrostis alba var. stricta Alph. Wood
  - Agrostis alba var. sylvatica (Huds.) Sm.
  - Agrostis alba var. tenuis (Sibth.) Fiori
  - Agrostis alba var. trinervata Maire i Trab.
  - Agrostis alba var. umbrosa (Pers.) Richter
  - Agrostis alba var. varia (Host) Halácsy
  - Agrostis alba var. verticillata (Vill.) Pers.
  - Agrostis alba var. vinealis (Schreb.) Richter
  - Agrostis alba var. vivipara Sweet
    - Agrostis alba subsp. vulgaris (With.) Douin

  - Agrostis alba var. vulgaris G. Mey.
- Agrostis albicans Buckley
- Agrostis albida Trin.
- Agrostis albimontana Mez
- Agrostis algida C.J. Phipps
- Agrostis alopecuroides Lam.
- Agrostis alpestris Laest. ex Nyman
- Agrostis alpicola Hochst.
- Agrostis alpina Leyss.
  - Agrostis alpina var. aurata (All.) Ducommun
  - Agrostis alpina var. filiformis (Gaudin) St.-Lag.
  - Agrostis alpina var. flavescens (Host) Parl.
  - Agrostis alpina var. glaucescens Steiger
    - Agrostis alpina subsp. minor (Boiss.) Malagarriga

  - Agrostis alpina var. pyrenaea (Timb.-Lagr.) Douin
  - Agrostis alpina var. schleicheri Asch. i Graebn.
  - Agrostis alpina var. violacea Ducommun
- Agrostis altissima (Walt.) Tuckerman 
  - Agrostis altissima var. altissima
  - Agrostis altissima var. laxa Tuck.
  - Agrostis altissima var. terrestris Lojac.
- Agrostis ambatoenis Asteg.
- Agrostis ambigua Roem. i Schult.
- Agrostis ambrosii Sennen
- Agrostis ampla Hitchc.
- Agrostis anadyrensis Soczava
- Agrostis anatolica C. Koch
- Agrostis andina Phil.
- Agrostis anemagrostis Syme ex Sowerby
  -     - Agrostis anemagrostis subsp. interrupta (L.) Syme
    - Agrostis anemagrostis subsp. spica-venti (L.) Syme
- Agrostis anemagrostoides Trin.
- Agrostis angrenica (Butk.) Tzvelev
- Agrostis angustata Stapf
- Agrostis antarctica Hook. f.
- Agrostis antecedens Bickn.
- Agrostis antoniana Griseb.
- Agrostis aphanes Trin.
- Agrostis aquatica Pourret
- Agrostis arachnoides Poir.
- Agrostis araucana Phil.
- Agrostis arcta Swallen
- Agrostis arenaria Gouan
- Agrostis argentea Lam.
- Agrostis arisan-montana Ohwi
  - Agrostis arisan-montana var. arisan-montana
  - Agrostis arisan-montana var. meglandra Y.C. Yang
- Agrostis aristata Phil.
- Agrostis aristiglumis Swallen
- Agrostis aristulata Müll. Hal.
- Agrostis aristulifera Rendle
- Agrostis articulata Brot.
- Agrostis arundinacea L.
- Agrostis arvensis Phil.
- Agrostis aspera Weber
- Agrostis asperifolia Trin.
- Agrostis asperigluma Steud.
- Agrostis asperula Phil.
- Agrostis atlantica Maire i Trab.
  - Agrostis atlantica var. subalpina Maire
  - Agrostis atlantica var. submutica Litard. i Maire
- Agrostis atrata Rydb.
- Agrostis atropurpurea hort. ex Steud.
- Agrostis atroviolacea Sennen
- Agrostis atrovirens (Kunth) Roem. i Schult.
- Agrostis attenuata Vasey
- Agrostis aucklandica Hook. f.
- Agrostis australiensis Mez
- Agrostis australis L.
- Agrostis avenacea J.F. Gmel.
  - Agrostis avenacea var. avenacea
  - Agrostis avenacea var. perennis Vickery
- Agrostis avenoides Hook. f.
- Agrostis azorica (Hochst. ex Seub.) Tutin i E.F. Warb.
  - Agrostis azorica var. rigidifolia Tutin i E.F. Warb.
- Agrostis barceloi L.Sáez & Rosselló
- Agrostis torreyi Kunth =Muhlenbergia torreyi (Kunth) Hitchc. ex Bush

## Sinònims
(Els gèneres marcats amb un asterisc (*) són sinònims probables)

Agraulus P. Beauv., 
Agrestis Bubani, 
Anomalotis Steud., 
Bromidium Nees i Meyen, 
Candollea Steud., 
Decandolia Bastard, 
Didymochaeta Steud., 
Heptaseta Koidz., nom. inval., 
*Lachnagrostis Trin., 
*Linkagrostis Romero García et al., 
Neoschischkinia Tzvelev, 
Notonema Raf., 
Pentatherum Nábelek, 
Podagrostis (Griseb.) Scribn. i Merr., 
Senisetum Honda, 
Trichodium Michx., 
Vilfa Adans.